# ژدار (ناحیه ییندریخوف هرادتس)
ژدار (به چکی: Žďár) یک منطقهٔ مسکونی در جمهوری چک است که در ناحیه ییندریخوف هرادتس واقع شده‌است. ژدار ۷٫۱۳ کیلومتر مربع مساحت و ۷۵ نفر جمعیت دارد و ۵۰۵ متر بالاتر از سطح دریا واقع شده‌است.